# 外山脩造

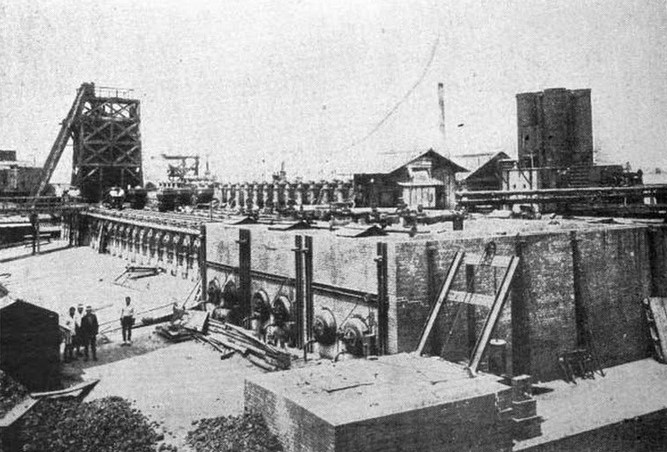
大阪舎密工業

外山 脩造（とやま しゅうぞう、天保13年11月10日（1842年12月11日） - 大正5年（1916年）1月13日）は、幕末の越後長岡藩士。明治期の衆議院議員、官吏、実業家。大蔵省、初代・日本銀行大阪支店長、横浜正金銀行取締役を経て、アサヒビール、商業興信所（日本初の信用調査会社）等の創業に関わる。阪神電鉄初代社長となり、関西財界の礎を築いた。号は軽雲。
阪神タイガース生みの親とも云われる。

## 経歴
越後国古志郡高波在椽尾郷小貫村で生まれ育つ。小貫村は後の栃尾村、栃尾町、栃尾市を経て現在の新潟県長岡市栃尾地区となった。幼名は寅太（とらた）。
越後長岡藩の藩士である安井伝の子として生まれる。嘉永6年（1853年）井上五蔵の門に入りて漢学を修め、外山家を継ぐ。井上の薦めにより17歳で江戸へ渡り、清河八郎の「経学文章指南所」で剣術や漢学を学んだほか更に塩谷宕陰のもとで学業を修め、昌平坂学問所に入った。帰郷後は長岡藩山田愛之助の門に入り、儒学を学び学域を広めた。
戊辰戦争（北越戦争）に際して、長岡藩家老で軍事総督の河井継之助が負傷したとき傍らに付き添い、その死まで終始行動を共にした。継之助と共に会津藩に落ちて行く途中、病状悪化して会津塩沢に留った。その時、継之助は外山脩造に対して「これからは実力のある者が勝つ世の中となる。戦争が終ったら商人になれ」と諭したという。この時、河井継之助は、脩造に向けて福澤諭吉にあてた添書を残していた。
明治維新の動乱の中、明治2年（1869年）に28歳で河井の添え書きを持って慶應義塾（後の慶應義塾大学）に小林雄七郎らと共に入塾。在学中に開成学校に遊学、明治5年（1872年）に慶應義塾を卒業している。
卒業後、大蔵省紙幣寮に入るが、秋田県に出仕。県の学制改革により教員在職期間9カ月で辞職、翌年に大蔵省銀行課に入り、国立銀行創設に関わった。
1878年（明治11年）、大蔵省銀行課から渋沢栄一の斡旋で大阪第三十二国立銀行（浪速銀行の前身）の総監役として銀行経営全般を委ねられた。外山は銀行本店を頭取の平瀬家本邸内から今橋五丁目に移し、岐阜、銚子の国立銀行を合併し、業務の近代化と整理に努め数年でその業績を安定上昇させた。その後、横浜正金銀行大阪支店勤務を経て、日本銀行が明治15年（1882年）10月に大蔵省に出願して開設許可を得、11月に脩造を大阪支店長に任命して創設事務をとらせ、1882年（明治15年）から3年間、日本銀行初代大阪支店長に就任して大阪銀行界の指導者になった。
しかし時の日銀総裁・富田鉄之助と、意思の衝突を来たして辞職。その後、商工業視察の目的で1887年（明治20年）から1888年（明治21年）にかけて欧米の経済機関視察に加わった脩造は、ビール醸造事業の研究や、信用調査機関の必要性を再認識した。1891年（明治24年）、大阪に日本初となる商業興信所を設立して自ら総長となった。また、電灯電力の供給事業や六甲山の開発にも積極的な経営姿勢を示した。ニューヨーク中央公園で電気鉄道の模型を見て、私鉄経営を思いついたとも云われる。
またそれ以前に、大阪貯蓄銀行（後の三和銀行）副頭取、1908年（明治31年）、浪速銀行頭取、大阪舎密工業社長、1909年（明治32年）に阪神電鉄社長に就任したのをはじめ数多くの関西の会社設立に尽力し、大阪米穀取引所理事、大阪商業会議所副会頭、大阪府会議員などを歴任。大阪銀行集会所委員長として関西財界の指導者として活躍した。電気鉄道業、興信所事業、麦酒醸造事業、瓦斯事業、電気事業、保険事業を多数手掛け、関西経済界に多大なる影響を与えた。
また、1892年（明治25年）には第2回衆議院議員総選挙に無所属で出馬し、当選。後に近畿倶楽部に所属した。

## 死後
大阪市設南霊園の墓所に眠る 。墓の傍らには漢学者三島毅による顕彰碑が建つ。

### 阪神タイガース
死後、1935年に創立された大阪タイガース（現・阪神タイガース）の名前が脩造の幼名、寅太にあやかったという説がある。
戦前には阪神甲子園球場前に銅像が建てられていたが（外部リンクに画像掲載記事あり）、第二次世界大戦で銅像が金属供出のため撤去された。（現在はアサヒビールが虎を模した銅像を同地に設置している）

### 外山脩造賞
アサヒビールの前身「大阪麦酒会社」を設立し、外山が長岡市栃尾地域の出身だったことから、2011年にアサヒビール新潟支社によって同地域の産業発展に貢献した企業や人物を表彰する外山脩造賞が創設された。

## 親族
- 長男・外山秋作は、脩造が芝川又右衛門、村山龍平と設立した大阪殖林合資会社勤務。秋作の子に美術評論家の外山卯三郎。卯三郎は京都帝国大学文学部を出て、武蔵野音楽大学教授などを務めた[8]。外山八郎は日本におけるナショナルトラスト運動の先駆者。
- 三男の外山捨造は家督を継ぎ、京都帝国大法学部卒業後、大阪貯蓄銀行、大阪瓦斯、浜寺土地、阪神電気鉄道などの重役や工業之日本社社長などを務めたほか、羽衣高等女学校の創立も支援した[9][10][11][12]。捨造の子に作曲家の外山道子[13]。
- 次女のリンは江藤哲蔵に嫁いだ[14]。